# Неаполітанська гавань
«Неаполітанська гавань», також «Неаполітанський порт» (нід. Zicht op Napels) — картина фламандського живописця Пітера Брейгеля Старшого. Створена близько 1556 року. Зберігається в Галереї Доріа-Памфілі у Римі.

## Опис
Хоча авторство цього морського краєвиду не загальновизнане, безперечна схожість основних мотивів картини з естампом, матрицю для якого по малюнку Брейгеля вигравірував в 1561 році Франс Гейс («Морська битва в Мессинській протоці»), а опублікував гравюру Ієронім Кок. Брейгель вже раніше зображував краєвиди італійського узбережжя, наприклад, на малюнку, що зберігається в Роттердамі (Музей Бойманса — ван Бенінгена), або на картині, що йому приписується «Битва у Мессинській протоці» (1552—1554, Нью-Йорк, приватне зібрання). Правда, і на малюнку, і на картині майже напевно вгадується берег моря між Мессіною і Реджо-ді-Калабрія. І в пейзажі, що слугує заднім планом у картині «Тріумф смерті» (бл. 1562), також, вгадуються спогади про південні береги.
В описах колекціонерів Брейгеля налічуються два морські краєвиди: один належав кардиналу Перрено де Гранвелю (в інвентарі 1607 року), другий Пітеру Паулю Рубенсу (1640). Незрозуміло, чи йде мова про «канонічний» краєвид на порт в Неаполі або ж, якщо і насправді, як стверджують, на картині виднілись якісь вибухи, це було батальне полотно, присвячене якійсь морській битві.
На картині, зліва направо, помітні фортеця Ово, вежа Сан-Віченцо і Анжуйська замкова вежа. Праворуч — вулкан Везувій, а мол ідеалізований: в той час хвилеріз зовсім не був схожий на правильний півмісяць, зображений художником. Міста на півдні Італії Брегель відвідував, найпізніше, роком раніше, означає, що ця картина, скоріше за все, була завершена після повернення додому.